# Lidia Cao
Lidia Cao (Santiago de Compostel·la, 1997) és una il·lustradora i muralista gallega resident a Ordes. La seva obra conté una càrrega emocional important centrada en la mirada dels seus personatges.